# صوفيا كونيا
صوفيا كونيا (بالمجرية: Kónya Zsófia)‏ هي متزلجة على مسار قصير مجرية، ولدت في 6 فبراير 1995 في سيجد في المجر.

## وصلات خارجية
- صوفيا كونيا على موقع SpeedSkatingNews.info (الإنجليزية)
- صوفيا كونيا على موقع ShortTrackOnLine.info (الإنجليزية)
- صوفيا كونيا على موقع اللجنة الأولمبية الدولية (الإنجليزية)
- صوفيا كونيا على موقع أوليمبيديا (الإنجليزية)